# Desmidiales
Desmidiales, red parožina u razredu Conjugatophyceae. Postoji preko 2900 vrsta u četiri porodice. Ime je došlo po rodu Desmidium.
Desmidi, parožine reda Desmidiales, red je jednostaničnih (ponekad nitastih ili kolonijalnih) mikroskopskih zelenih algi, koji obuhvaća oko 5000 vrsta u oko 40 rodova. Desmidije se ponekad tretiraju kao porodica (Desmidiaceae) iz reda Zygnematales. Desmide karakterizira velika varijacija u obliku stanica i nalaze se širom svijeta, obično u kiselim močvarama ili jezerima. Budući da većina vrsta ima ograničen ekološki raspon, prisutnost specifičnih desmida pomaže u karakterizaciji uzoraka vode. Jedan od češćih rodova desmida, Closterium u obliku srpa, često sadrži kristale gipsa u staničnim vakuolama.
Tipično, stanica je simetrično podijeljena u polustanice povezane središnjom prevlakom. Troslojna stanična stijenka impregnirana je otvorima ili porama i pektinskim spikulama; nepravilno kretanje desmida uzrokovano je protokom želatinozne tvari kroz te pore. Konjugacija (privremeno spajanje za razmjenu nuklearnog materijala) je uobičajena metoda spolnog naraštaja. Kod nekih vrsta formira se konjugacijska cijev. U drugima se dva konjugirana protoplasta spajaju u želatinoznu ovojnicu koja okružuje stanice. Obično se dioba stanica događa u području istmusa, svaka polovica razvija još jednu polustanicu, a s vremenom se formiraju dvije potpune dezmidije. Spore su rijetke.

## Porodice
1. Closteriaceae Bessey (219)
2. Desmidiaceae Ralfs (2869 )
3. Gonatozygaceae G.S.West  (16)
4. Peniaceae Haeckel (44)